# Commelina echinulata
Commelina echinulata là một loài thực vật có hoa trong họ Commelinaceae. Loài này được Lebrun & Taton mô tả khoa học đầu tiên năm 1948.